# 高橋昌明 (実業家)
高橋 昌明（たかはし まさあき、1945年4月13日 - ）は、日本の実業家。元株式会社ホウスイ代表取締役社長。

## 人物・経歴
千葉県出身。1968年東北大学経済学部卒業、日本水産入社。日本水産マーケティング企画グループマネージャーなど経て、1996年日本水産関東信越支社長。1997年日本水産取締役。2003年日本水産常務取締役。
2008年ホウスイ監査役。2010年ホウスイ取締役副社長。2011年からホウスイ代表取締役社長を務め、子会社せんにちの不適切会計処理問題への対応にあたるなどした。2017年ホウスイ顧問に退いた。